# Cripple Creek
Cripple Creek est le siège du comté de Teller, situé dans le Colorado, aux États-Unis.

## Histoire
D'abord appelée Fremont, la ville prend le nom du ruisseau Cripple Creek, ainsi nommé car de nombreux animaux furent estropiés (en anglais : cripple) lors de sa traversée. Elle est située à l'emplacement d'une ancienne mine d'or.
En 1900, Cripple Creek compte deux petits opéras, 75 saloons et 8 journaux. Le boom culmine en 1901 et 1902, lorsque plus de 500 compagnies minières cotées sur le Colorado Springs Mining Stock Exchange étaient ouvertes à Cripple Creek et à Victor. Elles produisaient 21 millions onces d'or, surpassant les tonnages annuels des ruées vers l'or en Californie et en Alaska. Le gisement a fait la fortune de la Bourse de Denver.

## Démographie
Au recensement de 2000, la ville comptait 1 115 habitants, 494 foyers, et 282 familles vivant en ville. La densité de population était de 381 habitants au km2.
Selon le recensement de 2010, sa population s'élève à 1 189 habitants.
| 1900   | 1910  | 1920  | 1930  | 1940  | 1950 |
| ------ | ----- | ----- | ----- | ----- | ---- |
| 10 147 | 6 206 | 2 325 | 1 427 | 2 358 | 853  |

| 1960 | 1970 | 1980 | 1990 | 2000  | 2010  |
| ---- | ---- | ---- | ---- | ----- | ----- |
| 614  | 425  | 655  | 584  | 1 115 | 1 189 |

## Géographie
Cripple Creek se situe à 3 000 m d'altitude.
La municipalité s'étend sur 1,55 milles carrés (4,01 km2).